# Chu Hoàng Diệu Linh
Chu Hoàng Diệu Linh (sinh 1994) là nữ vận động viên Taekwondo người Việt Nam, từng thi đấu tại Thế vận hội Mùa hè 2012 tại Luân Đôn ở hạng cân 67 kg. Thành tích đáng kể gồm có:
- 2008 Huy chương vàng tại giải trẻ quốc gia hạng cân dưới 46 kg
- 2010 Huy chương vàng tại tại Đại hội thể dục thể thao toàn quốc
- 2011 Huy chương đồng tại SEA Games 26 (Indonesia)
- 2011 Huy chương bạc trong cuộc thi đấu tuyển chọn vào Olympic London 2011 [2]
- 2012 Huy chương đồng German Open [3]
- 2012 Tham gia Thế vận hội Mùa hè 2012